# Günther Dissertori
Günther Dissertori (Merano, 24 novembre 1969) è un fisico italiano e rettore presso il Politecnico federale di Zurigo .

## Biografia
Dissertori ha conseguito nel 1997 un dottorato di ricerca presso l'Università di Innsbruck con una tesi sugli studi relativi all'esperimento ALEPH condotto dal CERN di Ginevra, lavorando poi come ricercatore presso quest'ultimo centro di ricerca. Nel settembre 2001 è diventato assistente presso il Politecnico federale di Zurigo, dove è diventato poi professore nel 2007 e rettore nel febbraio 2022.